# Wtorek
Wtorek (wtorekⓘ, (skrót wt.) – dzień tygodnia między poniedziałkiem a środą.
Według normy ISO-8601 jest drugim dniem tygodnia.
W tradycji biblijnej – chrześcijańskiej i żydowskiej, gdzie za pierwszy dzień tygodnia uznawana jest niedziela, wtorek jest dniem trzecim.
Polska nazwa dnia wywodzi się od staropolskiego słowa wtóry ‛drugi’ (psł. vtorŭ). Nazwę tę dzielą wszystkie języki słowiańskie: np. cz. úterý, ros. вторник (wtornik), serb.-chorw. utorak, ukr. вівторок (wiwtorok). Od liczby trzy wywodzą się natomiast port. terça-feira i gr. τρίτη.
Łacińska nazwa dies Martis ‛dzień Marsa’ wpłynęła na nazewnictwo innych języków europejskich, np. hiszp. martes, ang. Tuesday ‛dzień Tue, nordyckiego boga wojny’.